# Linnaemya neavi
Linnaemya neavi là một loài ruồi trong họ Tachinidae.